# 博允英文中學
博允英文中學（英語：Baldwin College）是香港一所已停辦的私立中學，位於九龍油麻地南京街30-36號，於1988年停辦，現已重建為朗逸酒店。

## 校政管理
歷任校長
- 廖國宏 先生（兼任校監）[1]
- 黃兆漢 先生（預科夜校香港分校）[2]

## 歷史
博允英文中學於1970年代創立，校長兼校監是廖國宏。校址前身是「邱吉爾英文書院」（Churchill College），辦學至1988年停辦。

## 著名校友
- 黃家駒：已故香港音樂人，華語搖滾樂隊Beyond主音及結他手[5][註 1]
- 張堅庭：香港電影演員兼導演[6]
- 陳小春：香港電影演員
- 陳仲維：香港游泳代表隊前成員

## 著名老師
- 梁潔芳：台灣佛學家[7]
- 蔡若蓮：香港教育局副局長（2017年8月2日—2022年6月30日）、局長（2022年7月1日）

## 外部連結
- 博允英文中學的Facebook專頁